# Trillium persistens
Trillium persistens е вид растение от семейство Melanthiaceae. Видът е критично застрашен от изчезване.

## Разпространение
Видът е разпространен в някои части на Североизточна Джорджия и Северозападна Южна Каролина в Съединените щати.